# Luis Cruz
Luis Alberto Cruz (Montevideo, 28 aprile 1925 – 1998) è stato un calciatore uruguaiano, di ruolo difensore.

## Carriera
Con la Nazionale uruguaiana ha preso parte ai campionato del mondo 1954.

## Palmarès

### Club

#### Competizioni nazionali
- Campionato uruguaiano: 5

Nacional: 1946, 1947, 1948, 1950, 1952